# Chrenów (obwód wołyński)
Chrenów lub Chrynów (ukr. Хренів) – wieś na Ukrainie w rejonie włodzimierskim obwodu wołyńskiego.

## Historia
Pod koniec XIX w. wieś w gminie Grzybowica (Hrybowica) w powiecie włodzimierskim.
Do 2020 w rejonie iwanickim.